# Lee Howells
Lee David Howells (sinh ngày 14 tháng 10 năm 1968) là một cựu cầu thủ bóng đá và hiện tại là huấn luyện viên bóng đá thi đấu ở vị trí tiền vệ cho Bristol Rovers và Cheltenham Town ở Football League.
Ông là huấn luyện viên của đội bóng Conference South Bath City từ năm 2012 đến năm 2016. Với tư cách là trợ lý huấn luyện viên, ông giúp đội bóng thăng hạng mùa giải 2009-2010.